# Подземелья Чикен Карри
«Подземе́лья Чи́кен Ка́рри» — российское юмористическое шоу на YouTube, где российские звёзды играют в фэнтезийную ролевую игру, основанную на Dungeons & Dragons. Постоянными игроками шоу являются Никита Кукушкин, Big Russian Boss и Александр Гудков.

## История
Идея шоу возникла у команды, которая раньше делала шоу «Вечерний Ургант». В 2017-м Григорий Шатохин, Вадим Селезнёв и Александр Гудков ушли с Первого канала и запустили на YouTube-проект «Чикен Карри», чтобы делать контент «без ограничений телевидения». Позже был разработан концепт шоу с ролевой игрой, где медийные люди проходят историю под руководством гейм-мастера.
Пилот «Башня Колдуна» вышел 15 октября 2020. Среди игроков были Екатерина Варнава, Big Russian Boss, Александр Гудков и Никита Кукушкин.
В 2024 шоу вышло за YouTube — сеть кинотеатров КАРО стали показывать выпуски в рамках «Блогеры в кино». Но в июле «Киномакс» отменил показ нового выпуска после жалобы властей из-за участия Гудкова.

## Концепция
В шоу приглашённые российские звёзды выступают как эльфы, гномы, полудемоны и другие фэнтезийные персонажи, управляя заранее созданными героями — например, эльфийским менестрелем или ассасином-полуросликом. Мастер игры описывает мир и реакции на действия игроков, а результаты определяются бросками многогранных кубиков. Мастером игры был выбран Александр Бреганов — преподаватель ВШЭ и геймдизайнер.
В интервью на Moi-Portal Бреганов рассказал, что правила и процесс постоянно адаптируют под уровень гостей — многие впервые сталкиваются с ролевыми играми.
Формат шоу отдалённо напоминает Harmonquest от создаля мультсериала «Рик и Морти» Дэна Хармона, но с отдельными сюжетными историями в каждом эпизоде и постоянно меняющимся составом участников. Главными постоянными остаются Никита Кукушкин, Big Russian Boss, Александр Гудков и мастер игры Александр Бреганов.
В качестве поощрения игрокам выдают золотые монеты за хорошие игровые решения, которые можно потратить на повторный бросок кубика. Непотраченные монеты в конце выпуска конвертируются в деньги, которые участники могут пожертвовать на благотворительность.

## Список эпизодов
| Название                                                                          | Гости                                                | Длительность (в мин.) |
| --------------------------------------------------------------------------------- | ---------------------------------------------------- | --------------------- |
| Подземелья Чикен Карри #1 Башня Колдуна                                           | Екатерина Варнава                                    | 53:50                 |
| Подземелья Чикен Карри #2 Новогоднее приключение                                  | Данила Поперечный, Марина Миногарова                 | 60:24                 |
| Подземелья Чикен Карри #3 Пещера кобольдов                                        | Тимур Каргинов, Юлия Ахмедова                        | 53:22                 |
| Подземелья Чикен Карри #4 Дворец лорда Властона                                   | Илья Соболев                                         | 68:43                 |
| Подземелья Чикен Карри #5 Шахты Фогельнест                                        | Гарик Харламов, Денис Кукояка                        | 67:20                 |
| Подземелья Чикен Карри #6 Адский поезд                                            | Илья Соболев, Варвара Шмыкова                        | 62:30                 |
| Подземелья Чикен Карри #7 Ночь в таверне "Кайф"                                   | Владимир Маркони, Екатерина Варнава                  | 78:02                 |
| Подземелья Чикен Карри #8 Покушение на Короля                                     | Данила Поперечный, Эльдар Джарахов                   | 77:51                 |
| Подземелья Чикен Карри #9 Человек в железной маске                                | Гарик Харламов, Sqwoz Bab                            | 102:39                |
| ПЧК х НМДНИ. Хроники Леониса Парфия #1 / Выпуски 1-9                              | Леонид Парфёнов                                      | 18:05                 |
| Подземелья Чикен Карри #10 Храм Юмора                                             | Тамби Масаев, Эмир Кашоков                           | 99:03                 |
| Подземелья Чикен Карри #11 Оазис Шиш Кебаб                                        | Сергей Орлов, Алла Михеева                           | 103:50                |
| Подземелья Чикен Карри #12 Бесагон - истребитель вампиров                         | Ида Галич, Антон Шастун, Денис Кукояка               | 106:40                |
| Подземелья Чикен Карри #13 Проклятые роды                                         | Екатерина Варнава, Wylsacom                          | 99:53                 |
| Подземелья Чикен Карри #14 Янус доставка                                          | Данила Поперечный, Руслан «Кубик в Кубе»             | 115:17                |
| Подземелья Чикен Карри #15 Возвращение в Верджинвальд                             | Сергей Мезенцев, Sqwoz Bab                           | 93:42                 |
| Подземелья Чикен Карри #16 Вампиры Мёртвых топей                                  | Костя Пушкин, Денис Кукояка                          | 103:58                |
| Чикен Карри х Сироткин — Сиротки из Мёртвых топей (OST «Подземелья Чикен Карри»)  | —                                                    | 1:56                  |
| Подземелья Чикен Карри #17 Демонизация                                            | Ирина Мягкова, Алексей Смирнов                       | 88:46                 |
| Подземелья Чикен Карри #18 Охота на младенца                                      | Антон Лапенко, Александр Паль                        | 108:56                |
| Подземелья Чикен Карри #19 Час эльфийского суда                                   | Алексей Щербаков, Филипп Воронин                     | 102:18                |
| Подземелья Чикен Карри #20 Вампирское возмездие                                   | Антон Шастун, Дмитрий Позов, Виктория Складчикова    | 119:41                |
| ПЧК х НМДНИ: Хроники Леониса Парфия #2 / Выпуски 10-20                            | Леонид Парфёнов                                      | 35:40                 |
| Подземелья Чикен Карри #21 Часть 1 Судьба Властона                                | Евгений Чебатков, Расул Чабдаров, Young P&H          | 84:34                 |
| Подземелья Чикен Карри #21 Часть 2 Судьба Властона                                | Евгений Чебатков, Расул Чабдаров, Young P&H          | 91:41                 |
| Подземелья Чикен Карри #22 Отряд Солнца                                           | Екатерина Варнава, Александр Паль                    | 120:56                |
| Подземелья Чикен Карри #23 Пробуждение Сосунеску                                  | Илья Соболев, Ольга Парфенюк, Денис Кукояка          | 106:59                |
| Подземелья Чикен Карри #24 Чёрный Геленбург                                       | Сергей Орлов, Филипп Воронин, Илья Куруч             | 107:46                |
| Подземелья Чикен Карри #25 Остров Соблазна                                        | Олеся Иванченко, Дмитрий Журавлёв                    | 108:47                |
| Подземелья Чикен Карри #26 Четвёртая Фабрика                                      | Екатерина Варнава, Денис Кукояки                     | 114:38                |
| Подземелья Чикен Карри #27 Достучаться до небес                                   | Дмитрмй Маркони, Евгения Искандарова, Дэни           | 114:12                |
| Подземелья Чикен Карри #28 Часть 1 Чёрное небо вампиров                           | Антон Шастун, Дмитрий Позов, Арсений Попов           | 97:27                 |
| Подземелья Чикен Карри #28 Часть 2 Чёрное небо вампиров                           | Антон Шастун, Дмитрий Позов, Арсений Попов           | 76:11                 |
| Подземелья Чикен Карри #29 Отель "Глубокий канал"                                 | Saluki, Василий Шакулин, Sqwoz Bab                   | 133:20                |
| Подземелья Чикен Карри #30 Ультиматум Сфинктериона                                | Филлип Воронин, Илья Куруч, Саша Малой               | 151:51                |
| Подземелья Чикен Карри #31 Культ Кракена                                          | Гоген Солнцев, Александра Бортич, Слава Копейкин     | 118:50                |
| Чикен Карри x Лилая – Гномка Талала (из ПЧК 31 "Культ Кракена")                   | —                                                    | 2:30                  |
| Подземелья Чикен Карри #32 Путешествие к Нергалу                                  | Руслан Усачев, Satyr                                 | 126:46                |
| Подземелья Чикен Карри #33 Зверь Фест                                             | Ирина Мягкова, Бустер, Вера Котельникова             | 105:22                |
| Подземелья Чикен Карри #34 Пропавшая ёлочка                                       | Виктория Складчикова, Борис Зелигер, Александр Паль  | 100:59                |
| СТЕРЕО ШИРИНА х Чикен Карри - Песня зимних чудесов (из ПЧК 34 "Пропавшая ёлочка") | —                                                    | 2:23                  |
| Подземелья Чикен Карри #35 Второй Шанс                                            | Саша Сулим, Макс +100500, Гоген Солнцев              | 106:58                |
| Подземелья Чикен Карри #36 Руины Малестии                                         | Сергей Орлов, Филипп Воронин, Илья Куруч             | 116:02                |
| Подземелья Чикен Карри #37 Добровольцы                                            | Александр Паль, Вячеслав Чепурченко, Лев Зулькарнаев | 112:32                |
| Подземелья Чикен Карри #38 Возлюбленная                                           | Сергей Мезенцев, Ян Топлес, Вика Чума                | 117:30                |
| Подземелья Чикен Карри #39 Кунисская пленница                                     | Макар, Эмир Кашоков, Турал Натурал                   | 129:30                |
| Подземелья Чикен Карри #40 Паспорт хорошей твари                                  | Саша Малой, Костя Пушкин                             | 137:12                |